# Santa Teresita (Batangas)
Santa Teresita é um município de  quinta classe de renda municipal (d) na província Batangas, nas Filipinas. De acordo com o censo de 1 de maio  de  2020 possui uma população de 21 559 pessoas e 5 547 domicílios.